# Theodor Jöst
Theodor Jöst (* 8. Januar 1909 in Münster; † 18. Dezember 1967) war ein deutscher Unternehmer und Landespolitiker der Zentrumspartei in Nordrhein-Westfalen.
Jöst besuchte nach der Volksschule das Gymnasium. Zwischen 1931 und 1946 war er Fabrikinhaber. 
Im Jahr 1946 war er Mitglied des Provinzialrates für Westfalen. Außerdem gehörte Jöst für die Zentrumspartei dem ernannten Landtag von Nordrhein-Westfalen in dessen erster Ernennungsperiode 1946 an.